# ケーブルテレビ向けCS放送
ケーブルテレビ向けCS放送（ケーブルテレビむけCSほうそう）とは、日本のケーブルテレビ（CATV）において再送信または同時再放送される、通信衛星（CS）による衛星放送チャンネルの放送および、その技術のこと。
地上波再送信や自主放送と区別して用いられる語。

## 概要
かつて衛星放送は放送衛星（BS）による送受信のみだったが、より多目的なCSの打ち上げが盛んとなり、かつ放送法が改正された1989年頃から、CSを経由してのCATVによる放送番組の送受信（「通信サービス」）が始まるようになり、それに合わせて複数の専門チャンネルが開設されるようになった。この「通信サービス」スタート時は、ケーブルテレビ局自体や、ホテル、集合住宅など、団体受信契約に限られていた。
これは「スカイポートTV」（SUPERBIRD利用）、「CSバーン」（JCSAT利用）など、一般個人向けの有料多チャンネルプラットフォームが登場する1992年頃に先立つものであった。「通信サービス」スタート時に開設された大半のチャンネルはこのときにもチャンネルとして残り、後身のスカパー!およびスカパー!プレミアムサービスでも見ることができる。

## チャンネル割当の歴史

### SUPERBIRD B1（スカイポート通信サービス）
当初は「SUPERBIRD A」を用いたが故障で運用不能となり、SUPERBIRD B1打ち上げまで、チャンネルごとにJC-SAT1とJC-SAT2で代替した。
- 1ch  ファミリー劇場
- 2ch  ムービープラス ※旧：CSN1ムービーチャンネル
- 3ch  スーパーチャンネル ※現：スーパー!ドラマTV
- 4ch  ncn日本テレビケーブルニュース ※現：日テレNEWS24
- 5ch  ホームチャンネル
- 6ch  GAORA
- 7ch  朝日ニュースター
- 8ch  CNN
- 9ch  MTV
- 10ch スター・チャンネル
- 15ch グリーンチャンネル
- 18ch ザ・ゴルフ・チャンネル
- 19ch プレイボーイチャンネル
- 22ch キッズステーション／バンダイキャラネットTV ※後者は現：アニメシアターX
- 23ch YOKOHAMAベイサイドTV ※旧Ch-Y←Ch-YOKOHAMA←TVKスーパーステーション
- 不明 LET's TRY ※ホームチャンネル開局後、チャンネル番号変更後

#### テレビ放送に付属している特別放送
- 3ch データ放送&独立音声 お天気チャンネルWX24 ※現：ウェザーニュース
- 4ch 独立音声 ラジオ・フランス・インターナショナル

### JCSAT-2（CSバーン通信サービス）
- 1ch  レジャーチャンネル
- 2ch  C-channel ※全国のケーブルテレビが制作した番組を放送
- 4ch  NSN日経サテライトニュース
- 8ch  グリーンチャンネル
- 9ch  チャンネルNECO
- 10ch レインボーチャンネル
- 13ch MIDNIGHT BLUE
- 16ch 囲碁・将棋チャンネル
- 18ch スペースシャワーTV
- 19ch 競輪チャンネル1
- 21ch 競輪チャンネル2
- 22ch スポーツ・アイ ESPN ※現J Sports 3
- 24ch スカイ・A
- 26ch 衛星劇場
- 28ch BBC WORLD
- 不明 Mチャンネル